# Cal Cisco Carreter
Cal Cisco Carreter és una obra de Gelida (Alt Penedès) protegida com a Bé Cultural d'Interès Local.

## Descripció
Edifici entre mitgeres d'una crugia. Consta de celler, planta baixa, entresòl i un pis sota coberta de teula àrab a dues vessant. Té sortida posterior amb hort. L'estructura de la construcció repon a la seva adaptació a la funció agrícola. La seva particularització no té cap altre valor que el d'exemple. Aquesta tipologia de casa de comparet és també usual en altres carrers de Gelida
aquestes cases generalment es construïren en grups.

## Història
Les cases de comparet, sorgides a conseqüència de l'auge agrari del segle passat, es troben generalment situades en zones d'eixample del XIX.